# Tierieszka
Tierieszka (ros. Терешка; t. Большая Терешка, Bolszaja Tierieszka) – rzeka w południowej Rosji przeduralskiej (obwody uljanowski i saratowski), prawy dopływ Wołgi w zlewisku Morza Kaspijskiego. Długość – 213 km, powierzchnia zlewni – 9710 km², średni przepływ 46 km przed ujściem – 17,5 m³/s. Reżim śnieżny. Pokrywa lodowa od przełomu listopada i grudnia do przełomu marca i kwietnia. Głębokość 0,5 do 1,5 m, szerokość u ujścia 80–100 m. Duża zawartość mułu w wodzie. 
Źródła na wododziale Wołgi i Sury w północnej części Wyżyny Nadwołżańskiej. Płynie w szerokiej dolinie równolegle do Wołgi. Uchodzi do Zbiornika Wołgogradzkiego na Wołdze 45 km na północ od Saratowa. Malownicze ujście jest popularnym celem turystyki i wypoczynku.